# Vật lý sức khỏe
Vật lý sức khỏe là nhánh vật lý ứng dụng trong các mục đích y tế và chăm sóc sức khoẻ. Khoa học này liên quan đến việc xác định, đánh giá và kiểm soát các mối nguy hiểm cho sức khoẻ để cho phép sử dụng an toàn các dạng bức xạ ion hóa .
Chuyên ngành vật lý sức khỏe khuyến khích sự nâng cao trong khoa học và thực tiễn về bảo vệ và an toàn bức xạ. Các nhà vật lý y học chủ yếu làm việc tại các cơ sở có nguyên tố phóng xạ hoặc các nguồn bức xạ khác (như máy phát tia X) được sử dụng trong sản xuất, bao gồm các bệnh viện, phòng thí nghiệm, các viện nghiên cứu và nghiên cứu, các nhà máy điện hạt nhân và các nhà máy sản xuất có sử dụng các dạng bức xạ ion hóa.